# اکتساب زبان

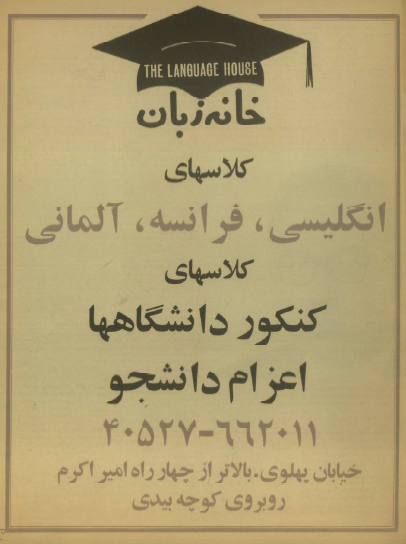
تبلیغات آموزش زبان در ایران

اکتساب زبان یا تحصیل زبان (به انگلیسی: Language acquisition) به فرایند پیچیدهٔ ایجاد و گسترش توان زبان‌دانی، سخن‌گویی، و تکلم در انسان گفته می‌شود.
پدیدهٔ پراهمیت اکتساب زبان توسط کودکان از جملهٔ مهم‌ترین زمینه‌های پژوهشی در دانش امروزین و گسترهٔ زبان‌شناسی به‌شمار می‌آید. مطالعات زبان‌شناسان نشان می‌دهد که تحصیل و دریافت زبان، انسان را به سامانهٔ ذهنیِ قواعد و دستورها زبانی مجهز می‌نماید تا با استفاده از آن اشخاص قادر باشند باهم صحبت نموده، و منظور یکدیگر را ادراک کنند.

## تحصیل آواها و واج‌ها

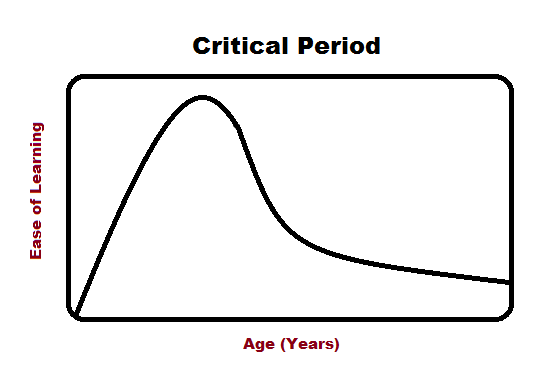
دوره حساس (Critical period) در کودکان بسیار بیشتر است.

از همان بدو تولد، کودکان در معرض بسیاری از انواع صداها قرار می‌گیرند. پیش از آنکه بتوانند به دریافت و کسب توانایی‌های زبانی نایل آیند، آنها نیازمندند که صداهای نامربوط به سخن و کلام انسانی را از آواهای گفتاری، مجزا و متمایز تشخیص بدهند.
چنین به نظر می‌آید، که ریشه‌ها و بنیادهای این قدرت شگفت‌آور به همراه کودک و با خود او زاده می‌شود، چرا که، حتی تازه تولدیافته‌ها هم پاسخ‌های متفاوتی در مقابل آواها و نواهای انسانی بروز می‌دهند، تا در برابر صداهای دیگر. حتی پیش از پایان دوماهگی، اطفال نوزاد می‌توانند صدای مادران خود را بشناسند.

## آموزش خواندن و نوشتن فارسی به دانش‌آموزان

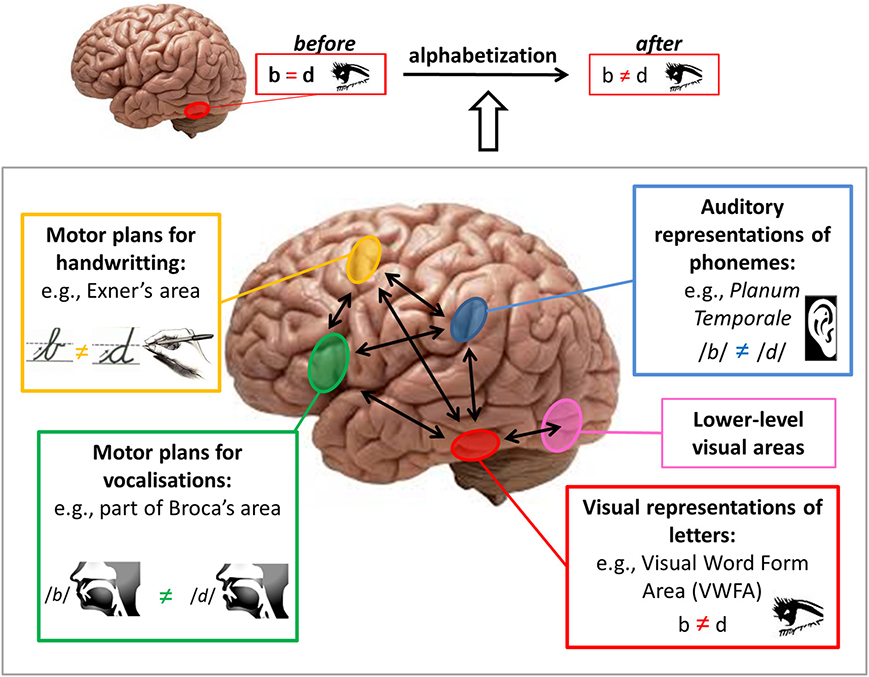
مسیرهای مغزی برای یادگیری تشخیص تصاویر آینه‌ای در طول یادگیری سوادآموزی
بالا: ناحیه‌ای در مغز به نام منطقه شکل واژه بصری یا VWFA (با رنگ قرمز) قبل از سوادآموزی، تصاویر آینه‌ای را به‌طور مشابه پردازش می‌کند (یعنی نسبت به جهت حروف حساس نیست)، اما پس از یادگیری خواندن و نوشتن، می‌تواند بین تصاویر آینه‌ای حروف تفاوت قائل شود. یکی از جنبه‌های کلیدی سوادآموزی، ایجاد ارتباط دیداری-شنیداری به نام «همبستگی واج-نویسه» است؛ یعنی صداهای پایه زبان (واج‌ها) با نمایش‌های دیداری‌شان (نویسه‌ها) مرتبط می‌شوند (Frith, 1986).
پایین: در طی فرآیند سوادآموزی، ناحیه VWFA می‌تواند ورودی‌های بالا‌به‌پایین از نواحی مغزی مرتبط با صداشناسی (واج‌شناسی)، حرکت دست (دست‌خط‌نویسی)، و تولید گفتار دریافت کند، و همچنین ورودی‌های پایین‌به‌بالا از نواحی بینایی اولیه. همه این ورودی‌ها به VWFA کمک می‌کنند تا بین حروف و معادل‌های آینه‌ای آن‌ها تمایز قائل شود و حروف را به‌درستی شناسایی کند؛ این امر برای خواندن روان ضروری است.

آموزش رسمی در ایران برمبنای زبان فارسی است. آموزش خواندن و نوشتن زبان فارسی به دانش آموزان را در اصطلاح آموزش و پرورش زبان آموزی می‌گویند. زمان انجام این امر مهم، سال اول ورود به دبستان یا پایهٔ اول ابتدایی است.

### رکن‌های زبان‌آموزی
زبان آموزی دارای چهار رکن است که عبارتنداز گوش دادن، سخن گفتن، خواندن و نوشتن.

### هدف زبان‌آموزی
هدف از گنجاندن این مرحله در آموزش و پرورش رسمی، آموزش صداهای زبان فارسی در قالب کلمات بامعنی است. این کلمات در اصل نام تصاویر لوحه‌های آموزشی هستند که برای زبان آموزی مورد استفاده قرار می‌گیرند. این لوحه‌ها شامل تصاویر مختلفی از اشیا، جانوران، محیط زندگی و پدیده‌های طبیعی هستند که به زعم تهیه کنندگان لوحه‌ها برای همهٔ یادگیرندگان آشنا بوده و آنها را می‌شناسند. مدت این دوره به استثنای مناطق دوزبانه یک ماه و معمولاً مهرماه پایهٔ اول ابتدایی است. علاوه بر مشکلات مناطق دوزبانه، تفاوتهای فردی یادگیرندگان نیز بر یادگیری آنان مؤثر هستند.